# Shanor-Northvue
Shanor-Northvue es un lugar designado por el censo (en inglés, census-designated place, CDP) situado en el condado de Butler, Pensilvania. Según el censo de 2020, tiene una población de 5133 habitantes.

## Geografía
La localidad está ubicada en las coordenadas 40°54′50″N 79°55′08″O / 40.91389, -79.91889 (40.913847, -79.918978).

## Demografía
Según la estimación 2018-2022 de la Oficina del Censo, los ingresos medios de los hogares de la localidad son de $98,403 y los ingresos medios de las familias son de $124,186. Los ingresos per cápita en los últimos doce meses, medidos en dólares de 2022, son de $45,480. Alrededor del 2.8% de la población está por debajo de la línea de pobreza.